# Discestra projecta
Discestra projecta là một loài bướm đêm trong họ Noctuidae.